# Pidvînnea, Rohatîn
Pidvînnea (în ucraineană Підвиння) este localitatea de reședință a comunei Pidvînnea din raionul Rohatîn, regiunea Ivano-Frankivsk, Ucraina.

## Demografie
Componența lingvistică a localității Pidvînnea
     Ucraineană (99,77%)
     Alte limbi (0,23%)
Conform recensământului din 2001, majoritatea populației localității Pidvînnea era vorbitoare de ucraineană (99,77%), existând în minoritate și vorbitori de alte limbi.